# Brumby, England
Brumby är en stadsdel i Scunthorpe, i distriktet North Lincolnshire, i grevskapet Lincolnshire, i England. Ward hade 11 841 invånare år 2021. Brumby var en civil parish 1866–1919 när blev den en del av Scunthorpe and Frodingham och Brumby Rural. Civil parish hade 1 197 invånare år 1911. Byn nämndes i Domedagsboken (Domesday Book) år 1086, och kallades då Brunebi.